# You Can't Believe Everything
You Can't Believe Everything is een Amerikaanse dramafilm uit 1918 onder regie van Jack Conway. De film is wellicht zoekgeraakt.

## Verhaal
Jim Wheeler is stiekem verliefd op Patricia Reynolds, het mooiste meisje op zomerkamp. Omdat hij kreupel is, durft hij haar dat niet te zeggen. Er zijn nog enkele andere mannen, die een oogje hebben op Patricia. Als een van hen zich aan Patricia wil vergrijpen, neemt ze de benen. Op weg terug naar het kamp redt ze Jim van een zelfmoordpoging. Ze belooft niemand iets te vertellen over zijn daad. Daardoor kan ze zich niet verdedigen, wanneer ze door de kampleiders van ontucht wordt beschuldigd. Jim is intussen geopereerd door een arts. Hij keert juist op tijd terug om de reputatie van Patricia te redden.

## Rolverdeling
| Acteur           | Personage          |
| ---------------- | ------------------ |
| Gloria Swanson   | Patricia Reynolds  |
| Darrell Foss     | Arthur Kirby       |
| Jack Richardson  | Hasty Carson       |
| Edward Peil sr.  | Jim Wheeler        |
| George Hernandez | Henry Pettit       |
| Iris Ashton      | Amy Powellson      |
| James R. Cope    | Club Danforth      |
| Claire McDowell  | Grace Dardley      |
| Grover Franke    | Ferdinand Thatcher |
| Kitty Bradbury   | Mevrouw Powellson  |
| Bliss Chevalier  | Mevrouw Danforth   |